# 伊藤ユミ
伊藤 ユミ（いとう ユミ、本名：伊藤 月子（いとう つきこ）、1941年（昭和16年）4月1日 - 2016年（平成28年）5月18日）は、日本の歌手で、ザ・ピーナッツのメンバーである。双子の姉に同じくザ・ピーナッツの伊藤エミがいる。

## 略歴
1941年、愛知県知多郡常滑町（現・常滑市）で四女として生まれた。直ぐに名古屋市に転居し、学生時代までを過ごすこととなる。10歳の頃、NHK名古屋放送局の唱歌隊に姉のエミと共に所属し、ペアで歌うようになる。その後、名古屋市内のレストランで伊藤シスターズとして歌っていた所を渡辺プロダクションの社長、渡邊晋にスカウトされ、1959年2月11日、ザ・ピーナッツとして歌手デビューする。デビュー当時は渡辺宅で姉と共に下宿生活をしていた。1975年4月13日、姉とともに芸能界引退。これ以降、公式の場には姿を見せていない。
尚、実姉・エミとの識別点は目の横にあったほくろである（デビュー初期は姉・エミに倣ってマジックで付けほくろをしていた）。また姉と違いメロディーで歌唱していた。
引退後はファッションデザイナーになった。なお、デビュー最初期には伊藤ユミーと表記していた書籍物もあったが正式には伊藤ユミである。
その後2005年12月から2006年1月及び2007年8月に、渡辺プロダクション主催の記念イベントにて最後のライブで使用したマイクが展示されていた（伊藤月子のネームプレート入り）。
2016年5月18日、75歳で死去。親族の意向により死因は公表されていないが、かねてより病気療養中だったという。四十九日法要が終わった同年7月11日に所属事務所が発表した。